# Jordi Milán i Milán
Jordi Milán i Milán (Sitges, 8 de juliol de 1951) és un actor i director de teatre català fundador de la companyia La Cubana.
Des de petit va estar vinculat al teatre d'aficionats del poble fent funcions tant al Patronat Cultural del carrer Sant Guadenci de Sitges com al Casino del Prado. L'any 1975, entra a formar part d'El Gall Groc, una companyia amateur fundada per Josep Mirabent i Magrans, on va coincidir amb Mercè Comes, Carme Montornés, Vicky Plana, Carles Candel i Pilar Sanahuja, entre d'altres. L'any 1975 van estrenar "La cantant calba" d'Eugene Ionesco i entre les moltes obres que va representar sota el paraigua de la companyia s'hi compten El Petit Príncep, El Duc Meu-meu, la sarsuela La verbena de la Paloma o Gernika de Fernando Arrabal.
L'any 1980, juntament amb Vicky Plana, funda la companyia La Cubana on hi desenvolupa les tasques d'actor, guionista i director. La companyia actua per primera vegada al Festival Internacional de Teatre de Sitges amb l'espectacle Els Vicis Capitals, fet a la façana del Racó de la Calma de Sitges. Abans de centrar-se en la seva companyia, va intervenir com a actor en el concurs Blanc o negre de TV3. Ell és el creador i director de tots els espectacles de la companyia: Cómeme el coco, negro, Cegada de Amor, Campanades de Boda o Gente Bien, entre molts d'altres. És també el creador de la popular sèrie de TV3 Teresina S.A. o del programa de cap d'any Per cap d'any TV3 no fa res.